# Servantes du Sacré-Cœur de Jésus Agonisant
Les servantes du Sacré-Cœur de Jésus Agonisant sont une congrégation religieuse féminine enseignante et hospitalière de droit pontifical.

## Histoire
La congrégation est fondée le 17 octobre 1888 à Lugo par le chanoine Marc Morelli et Marguerite Ricci Curbastro pour prendre soin des orphelins et faire la promotion des femmes par le travail. La prise d'habit a lieu le 11 août 1890 ; le même jour, la fondatrice est nommée première supérieure de la communauté dont le nom d'origine est petite œuvre des filles de la Providence. Pendant cette période, des maisons sont ouvertes à Florence et à Forlì.
À la mort du fondateur, Mère Ricci Curbastro ouvre l'œuvre à l'attention des fugitifs et des orphelins de guerre. Pendant le gouvernement de la deuxième supérieure générale, l'institut connaît une période d'expansion dans d'autres villes d'Italie et reçoit l'approbation du Saint-Siège le 30 novembre 1931.

## Activités et diffusion
Les sœurs se consacrent à l'enseignement et au soin des personnes âgées. Elles ont aussi des maisons d'accueil et des retraites spirituelles et des centres éducatifs de formation supérieure. 
Elles sont présentes en:
- Europe : Italie
- Amérique : Brésil, Colombie.
- Afrique : Togo.
- Asie : Philippines.

La maison-mère est à Rome.
En 2015, la congrégation comptait 198 sœurs dans 29 maisons.